# Xã Ward, Quận Hocking, Ohio
Xã Ward (tiếng Anh: Ward Township) là một xã thuộc quận Hocking, tiểu bang Ohio, Hoa Kỳ. Năm 2010, dân số của xã này là 1.933 người.